# Piccolominijeva kapela
Piccolominijeva kapela je renesančna kapela cerkve Sant'Anna dei Lombardi v Neaplju.
Predstavlja najpomembnejši primer figurativne kulture zadnjega toskanskega 15. stoletja v deželi Neapelj.

## Zgodovina in opis
Kapela je bila zgrajena v obdobju od 1475 do 1490 s prenosom posmrtnih ostankov Marije Aragonske, hčerke Ferdinanda I. Neapeljskega. Vendar je za naročilo zaslužen njen mož Antonio Piccolomini (umrl 1493), katerega pogajanja s kiparjema Antoniom Rossellinom in Benedettom da Maianom za gradnjo in okrasitev kapele je izvedla toskanska družina Strozzi, ki je imela tukaj podružnico svoje banke, prek katere so bila izvedena plačila umetnikom. V istem obdobju sta bili poleg tega v cerkvi obnovljeni kapeli Tolosa in Mastrogiudice-Correale, s čimer je Sant'Anna dei Lombardi postalo glavno gradbišče toskanske renesanse v Neaplju.
Od teh posegov je bila najpomembnejša kapela Piccolomini. Ob tej priložnosti je bila ponovno predlagana postavitev kapele portugalskega kardinala v florentinski cerkvi San Miniato al Monte, za katero je značilen harmoničen preplet kiparstva, arhitekture, slikarstva, glazirane terakote in mozaika.
Kapela je zasnovana kot od cerkve ločena stavba, povezana z ladjo z velikim kasetiranim lokom. Na notranji strani kapele sta na zgornjih vogalih postavljena dva grba družine Piccolomini. Velika okna poskrbijo za osvetlitev celote. Tla so obložena s polikromatskimi motivi, ki jih navdihuje kozmatsko delo. Kiparska oprema, ki sta jo pripravila Benedetto da Maiano in Rossellino, je zelo bogata, prepredena s polikromnimi marmornimi ogledali, ki so krasila prestižne starodavne stavbe, kot je Panteon v Rimu. Zgornji del lunet je bil kasneje okrašen s freskami domačih umetnikov.
V notranjosti, naslonjen na levo steno, je nagrobni spomenik Marije Aragonske, nad njim pa v tondu, ki ga podpirata dva angela, visoki relief Madone z otrokom; delo je začel Antonio Rossellino okoli leta 1475, dokončal pa ga je Benedetto da Maiano po njegovi smrti. Pri Rossellinu je tudi na sprednji steni oltar pod lokom, na katerem je v bareliefu izklesano Čaščenje pastirjev s skulpturama sv. Jakoba in sv. Janeza na straneh in dvema krogoma s figurama prerokov na vrhu. Na desni steni je pod obokom marmornata klop s freskami nad njo, ki prikazujejo prizor Marijinega oznanjenja iz 15. stoletja.
V primerjavi s florentinskim modelom se kapela Piccolomini razlikuje po izrazitejši in bujnejši uporabi dekorativnih elementov, v skladu z okusom aragonskega dvora.

## Dela
| Slika | Opis                                 | Lega          |
| ----- | ------------------------------------ | ------------- |
|       | Kozmatski mozaik                     | tlak          |
|       | Nagrobni spomenik Maria Aragonske    | Leva stena    |
|       | Marmorni oltar Čaščenje pastirjev    | Srednja stena |
|       | Klop in freska Marijino oznanjenje’’ | Desna stena   |